# ایران در جام جهانی فوتبال ۲۰۱۸

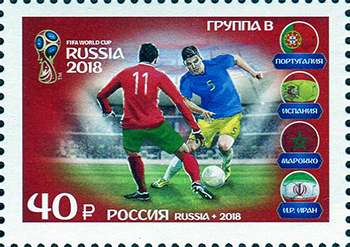
تمبر پستی ۲۰۱۸ از روسیه که گروه B مرحله گروهی جام جهانی ۲۰۱۸ فیفا را به تصویر می کشد.

تیم ملی فوتبال ایران درجام جهانی ۲۰۱۸ روسیه در گروه دوم این رقابت‌ها با تیم‌های پرتغال و اسپانیا و مراکش هم گروه شد.

## در راه صعود

### مرحله اول گروهی
ایران در این مرحله در گروه d رقابت‌ها با تیم‌های عمان، هند، ترکمنستان و گوآم هم گروه بود . که در نهایت ایران از ۸ بازی خود صاحب ۶ پیروزی و ۲ تساوی شد و با ۲۶ گل زده و ۳ گل خورده به عنوان تیم اول از گروه خود صعود کرد.در این گروه تیم‌های عمان ،ترکمنستان،هند و گوام به ترتیب ۲ تا ۵ شدند.

### مرحله دوم گروهی
در مرحله نهایی صعود به جام جهانی ایران در گروه کره جنوبی ، ازبکستان، چین ، سوریه و قطر قرار گرفت.
بازی اول در تاریخ ۱۱شهریور ۹۵ در ورزشگاه آزادی مقابل قطر برگزار شد. که ایران با گل‌های رضا قوچان نژاد و علیرضا جهانبخش با نتیجه ۲ بر۰ به پیروزی رسید .
این بازی درحالی که تا دقیقه ۹۰ بدون گل دنبال می شد که روی پاس اشتباه امین لکومته دروازه بان قطر رضا قوچان نژاد با موقعیت‌شناسی دروازه قطر را گشود پس از این گل درگیری بین بازی کنان دو تیم شدت گرفت و در نهایت جواد نکونام که اولین تجربه دستیاری کنار کیروش را تجربه می کرد از کنار زمین اخراج شد با شروع مجدد بازی تیم ایران با پاس گل فوق العاده آندرانیک تیموریان و به ضرب پای راست علیرضا جهانبخش به گل دوم رسید و در نهایت دو بر صفر پیروز شد.
ایران بازی دوم   مقابل چین در شهر پکن قرار گرفت . چین از ابتدا دفاع فشرده را شروع کرد و اجازه بازی سازی به ایران را نداد تا در نهایت بازی بدون گل به پایان رسید.
ایران بازی سوم در تاریخ ۱۳ مهر ۱۳۹۵ در ازبکستان و  مقابل این تیم  موفق شد با تک گل سید جلال حسینی در دقیقه ۲۷ به پیروزی برسد.یک هفته بعد در تاریخ ۲۰ مهر ۱۳۹۵ تیم ایران در شب عاشورا در تهران به مصاف کره جنوبی رفت. در این بازی که تماشاگران با پیراهن‌های مشکی به ورزشگاه رفته بودنند . ایران موفق شد با گل دقیقه ۲۵ سردار آزمون به پیروزی برسد.ایران در بازی پنجم خود که به میزبانی سوریه برگزار شد مقابل این تیم  قرار گرفت . سوریه با توجه به وجود جنگ در کشورش قادر به میزبانی نبود برای همین بازی را در مالزی برگزار کرد. با توجه به وضعیت زمین بازی که شرایط عادی نداشت زمین مسابقه بیشتر از آن که زمین فوتبال باشد نوعی باتلاق بود و عملا مسابقه در گل و آب برگزار شد.این برای سوریه که فقط به دنبال یک مساوی بود شرایط خوبی تلقی می شد اما تیم ایران در شرایطی بسیار بد فوتبال بازی کرد . در نهایت بازی که که بارها به خاطر درگیری بازیکنان متوقف شده بود با نتیجه بدون گل مساوی به پایان رسید.بازی ششم ایران در تاریخ ۳ فروردین ۱۳۹۶ در قطر مقابل این تیم برگزار شد که در نهایت ایران با تک گل مهدی طارمی در دقیقه ۵۲ به پیروزی رسید.پنج روز بعد در تاریخ ۸ فروردین ایران در مقابل چین در ورزشگاه مملو از تماشاگر آزادی قرار گرفت . ورزشگاه مانند سال‌های دهه ۶۰ شده بود یعنی تماشاگرها روی دیوارها نشسته بودنند و رویای ۱۲۰هزار نفری بودن آزادی محقق شده بود. درحالی که ۳۵ثانیه از نیمه دوم گذشته بود تیم ایران توسط مهدی طارمی به گل رسید و با همین تک گل به پیروزی رسید.پس از این پیروزی ایران با ۱۷امتیاز  بدون گل خورده و با اختلاف امتیاز زیاد نسبت به رقبا در صدر جدول بود و از ۳بازی آینده خود فقط ۲امتیاز برای صعود می خواست. این اتفاق در بازی بعدی  در تاریخ ۲۲خرداد مقابل ازبکستان افتاد و ایران با پیروزی ۲ بر صفر با گل‌های سردار آزمون و مهدی طارمی در دقایق ۲۲ و ۸۷موفق به صعود از گروه خود شد . ایران در این دوره پس از روسیه میزبان(صعود بدون حضور در رقابت ها) و برزیل به عنوان تیم سوم جهان صعود کرد. این راحت‌ترین صعود ایران به جام جهانی بود و اولین دوره ای که ایران دو دوره متوالی به جام جهانی صعود می کرد.ایران در بازی نهم خود در سئول مقابل کره جنوبی قرار گرفت در شرایطی که کره ای‌ ها از مدت‌ها قبل برنامه‌ریزی برای شکست دادن ایران انجام داده بودنند تا ناکامی ۷ساله خود مقابل ایران را پایان دهند اما بازهم در شرایطی که ایران از دقیقه ۵۰ با اخراج سعید عزت الهی ده نفره شده بود بازی با نتیجه بدون گل به پایان رسید تا کره همچنان در حسرت بردن ایران باشد.
تیم ایران که رکورد ۱۱۰۸دقیقه گل نخوردن را ثبت کرد بود و در عرصه جهانی رکورد دار بود در نهایت در بازی مقابل سوریه دروازه خود را باز شده دید . این بازی که آخرین بازی ایران در مرحله مقدماتی بود در تاریخ ۱۴ شهریور ۱۳۹۶ در ورزشگاه آزادی برگزار شد تیم سوریه در ابتدا دقیقه ۱۲ توسط عمر السوما به گل رسید تا اولین گل خورده ایران ثبت شود سپس دقیقه ۴۵ ایران توسط سردار آزمون بازی را به تساوی کشاند و دقیقه ۶۴دوباره سردار آزمون برای ایران گل زنی کرد تا ایران پیش بی افتد اما در دقیقه ۹۳ سوریه به وسیله عمر السوما بازی را به تساوی کشاند.

## جام جهانی

### جدول بازی‌ها
| رتبه | تیم     | بازی | برد | مساوی | باخت | گ. ز. | گ. خ. | ت. گ. | امتیاز | صلاحیت             |
| ---- | ------- | ---- | --- | ----- | ---- | ----- | ----- | ----- | ------ | ------------------ |
| ۱    | اسپانیا | ۳    | ۱   | ۲     | ۰    | ۶     | ۵     | ۱     | ۵      | صعود به مرحلهٔ حذفی |
| ۲    | پرتغال  | ۳    | ۱   | ۲     | ۰    | ۵     | ۴     | ۱     | ۵      | صعود به مرحلهٔ حذفی |
| ۳    | ایران   | ۳    | ۱   | ۱     | ۱    | ۲     | ۲     | ۰     | ۴      |                    |
| ۴    | مراکش   | ۳    | ۰   | ۱     | ۲    | ۲     | ۴     | -۲    | ۱      |                    |

| مراکش | مسابقهٔ ۴ | ایران |
| ----- | -------- | ----- |
| 0     |          | 1     |

| پرتغال | مسابقهٔ ۳ | اسپانیا |
| ------ | -------- | ------- |
| 3      |          | 3       |

| پرتغال | مسابقهٔ ۱۹ | مراکش |
| ------ | --------- | ----- |
| 1      |           | 0     |

| ایران | مسابقهٔ ۲۰ | اسپانیا |
| ----- | --------- | ------- |
| 0     |           | 1       |

| ایران | مسابقهٔ ۳۵ | پرتغال |
| ----- | --------- | ------ |
| 1     |           | 1      |

| اسپانیا | مسابقهٔ ۳۶ | مراکش |
| ------- | --------- | ----- |
| 2       |           | 2     |